# Place Saint-Georges (Paris)
Pour les articles homonymes, voir Place Saint-Georges.
La place Saint-Georges est une place située dans le 9e arrondissement de Paris.

## Situation et accès
Cette place, sur laquelle débouche l'accès à la station de métro Saint-Georges, se trouve au cœur du quartier Saint-Georges, partie nord-ouest du 9e arrondissement de Paris, à la jonction des rues Saint-Georges et Notre-Dame-de-Lorette.
Cette place circulaire de 32,50 m de diamètre est lotie en 1824 : les terrains sont alors découpés et construits de maisons. Il n'en subsiste que la grille arrondie qui enserre les jardinets car les immeubles sont postérieurs.
Elle est desservie par la ligne 12 à la station de métro Saint-Gorges.

## Origine du nom
Elle tient son nom de son voisinage avec la rue Saint-Georges dont l'origine du nom est probablement dû à une enseigne.

## Historique
La place est ouverte, en même temps que les rues Notre-Dame-de-Lorette, Neuve-Saint-Georges et La Bruyère par ordonnance du 21 avril 1824 :
« Louis, par la grâce de Dieu, roi de France et de Navarre, à tous ceux qui ces présentes verront, salut. Sur le rapport de notre ministre secrétaire d'État au département de l'Intérieur ;
vu la demande formée par la Compagnie Dosne, Loignon, Sensier et Constantin, tendant à obtenir l'autorisation de former plusieurs rues et une place sur les terrains à elle appartenant et qui sont situés entre les rues des Martyrs, de Larochefoucault et Saint-Lazare, à Paris ;
vu le plan des percements projetés ;
vu la délibération du Conseil général du département de la Seine, faisant fonction de Conseil municipal de la ville de Paris ;
vu l'avis du préfet ;
notre Conseil d’État entendu, nous avons ordonné et ordonnons ce qui suit :
- Article 1 : la Compagnie Dosne, Loignon, Sensier et Constantin est autorisée à former sur les terrains à elle appartenant :
  - 1° Une rue de 13 mètres (40 pieds) de largeur (la rue Notre-Dame-de-Lorette) aboutissant d'un côté à la de Larochefoucault et se dirigeant vers la rue du Faubourg-Montmartre, â la jonction de celle-ci avec les rues Saint-Lazare et des Martyrs ;
  - 2° une autre rue de 11,70 mètres (36 pieds) de large (la rue Neuve-Saint-Georges), partant de la rue Saint-Lazare, vis-à-vis la rue Saint-Georges jusqu'à la rencontre de la première ;
  - 3° une place circulaire de 32,50 mètres (100 pieds) de diamètre (la place Saint-Georges) au point de jonction de ces deux rues ;
  - 4° enfin une troisième rue de 9,75 mètres (30 pieds) de large (la rue La Bruyère), formant embranchement avec la première et aboutissant sur la rue de Larochefoucault, le tout conformément au plan ci-joint.

- Article 2 : cette autorisation est accordée à la charge par les impétrants de supporter les frais de premier établissement du pavage et de l'éclairage des nouvelles voies, d'y établir des trottoirs et de construire, sur le milieu de la place, une fontaine dont le plan sera soumis à l'approbation de l'Administration, et en outre de se conformer aux lois et règlements sur la voirie de Paris.
- Article 3 : notre ministre secrétaire d’État au département de l'Intérieur est chargé de l'exécution de la présente ordonnance.

Donné au château des Tuileries, le 21 avril de l'an de grâce 1824 et de notre règne le vingt-neuvième.
Signé : Louis. »

## La place Saint-Georges dans les arts

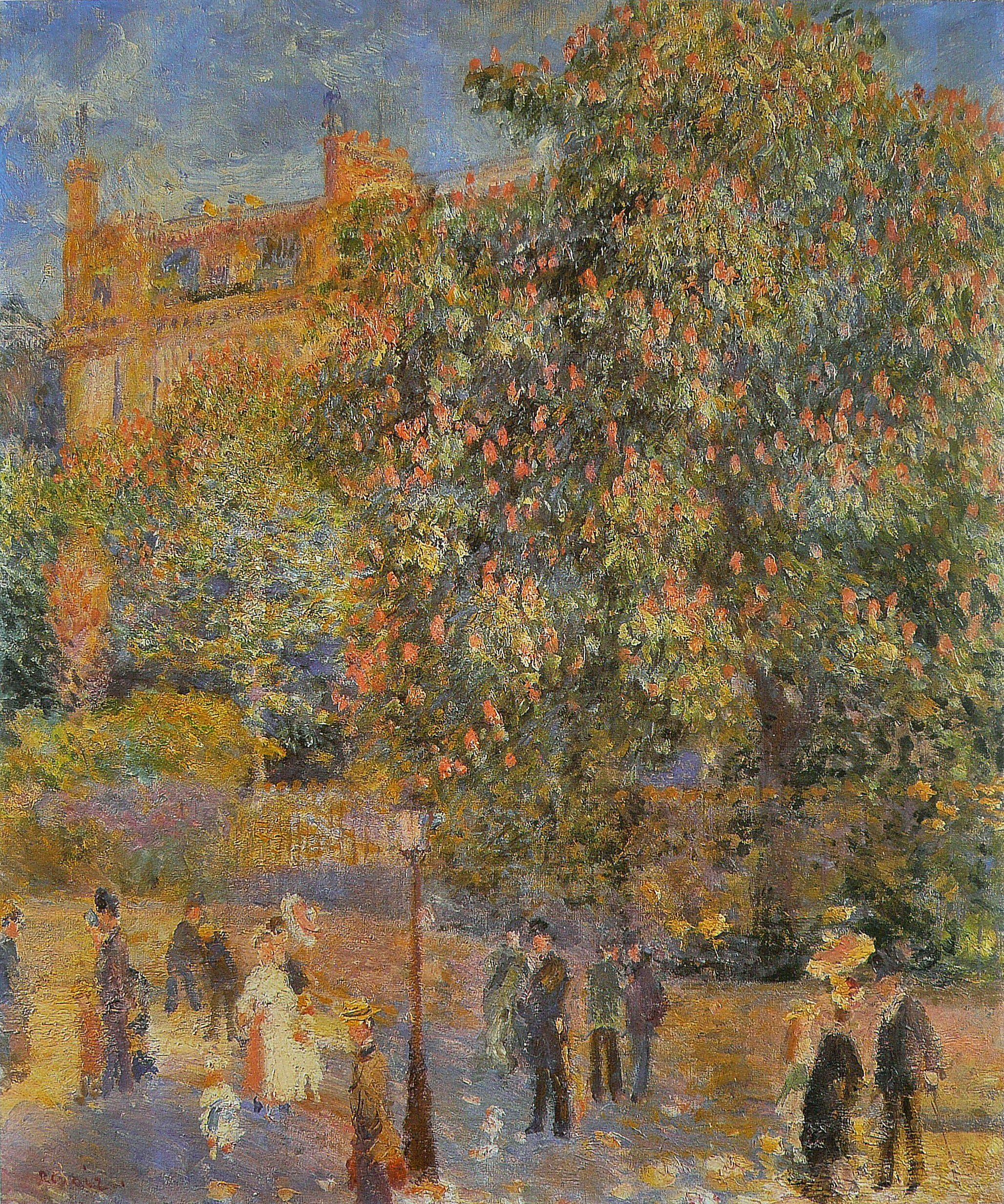
La place Saint-Georges, tableau de 1875 réalisé par Pierre-Auguste Renoir.
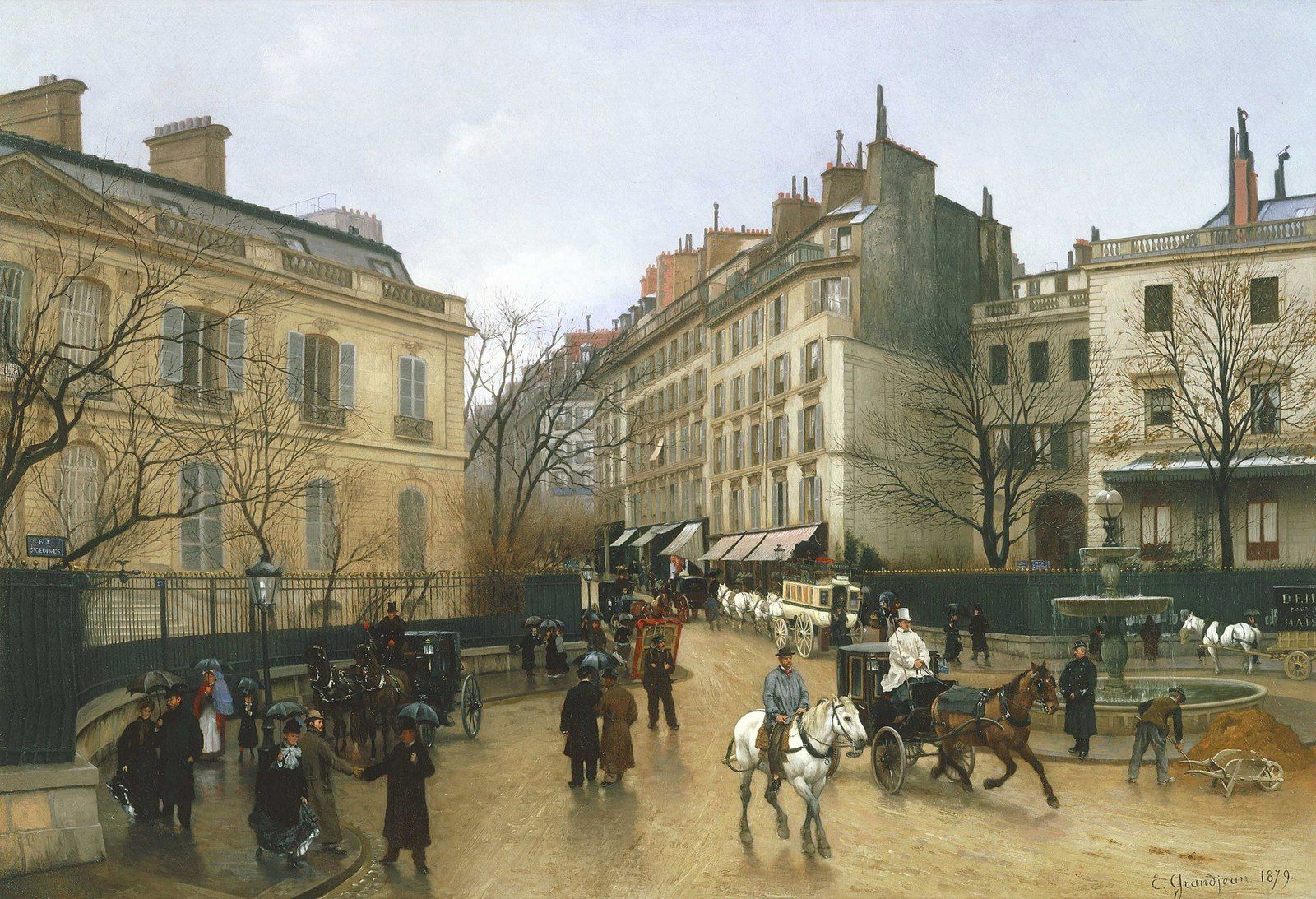
La place Saint-Georges en 1879 (tableau d'Edmond Grandjean).
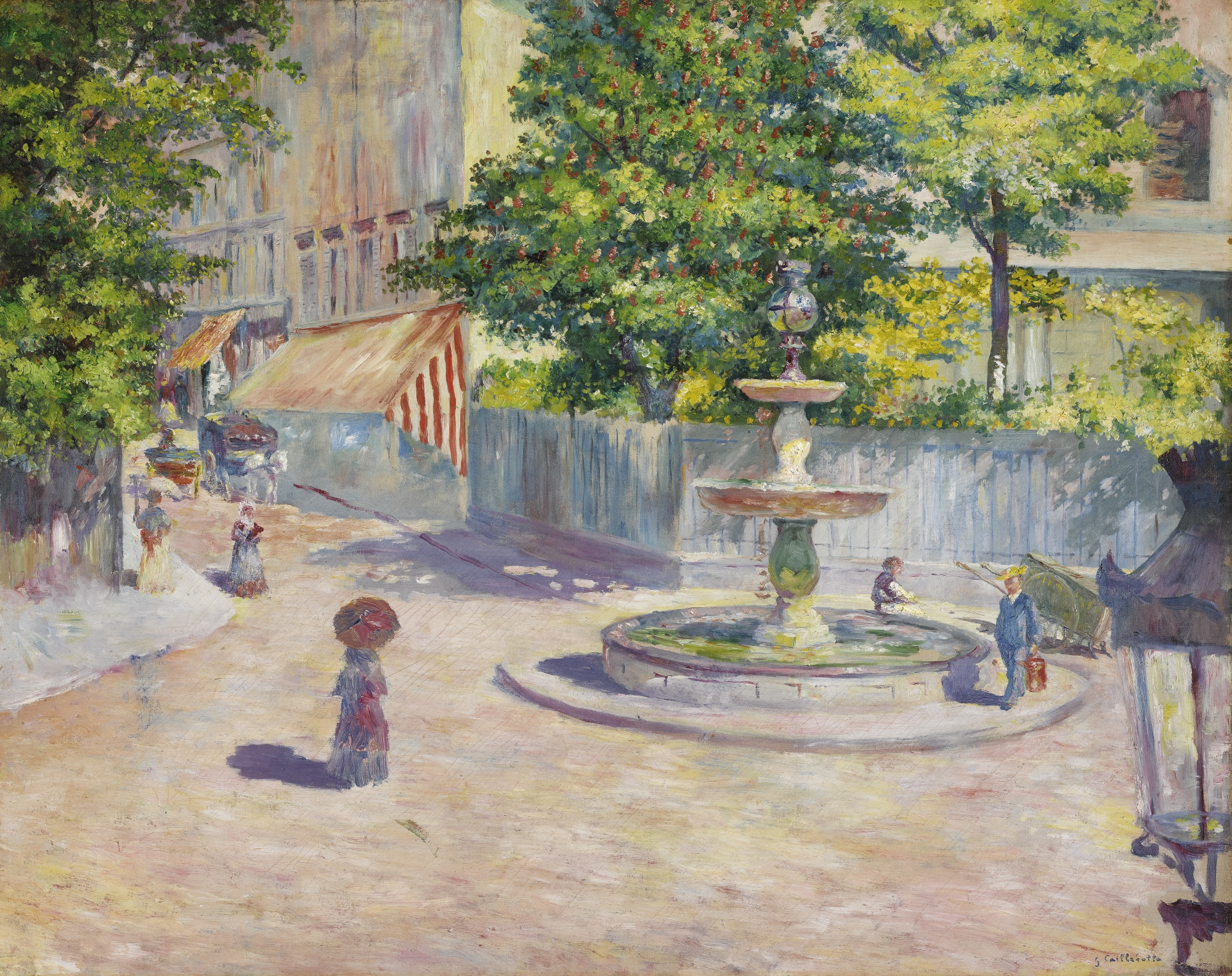
La place Saint-Georges, tableau de 1880 réalisé par Gustave Caillebotte.

## Bâtiments remarquables et lieux de mémoire
- Une fontaine centrale destinée à l'origine à faire boire les chevaux, fait place en 1904 à un Monument à Gavarni, dû au sculpteur Denys Puech, comprenant également une fontaine (tarie en 1906 par la construction du métro, remise en eau en 1995) et surmonté d'un buste du dessinateur. Sur le socle figure en relief une scène du Carnaval de Paris, avec trois personnages, dont au milieu une débardeuse. Paul Gavarni (1804-1866) est spécialisé dans la représentation de ces figures carnavalesques. Il s'agit du seul monument parisien évoquant directement le Carnaval de Paris.

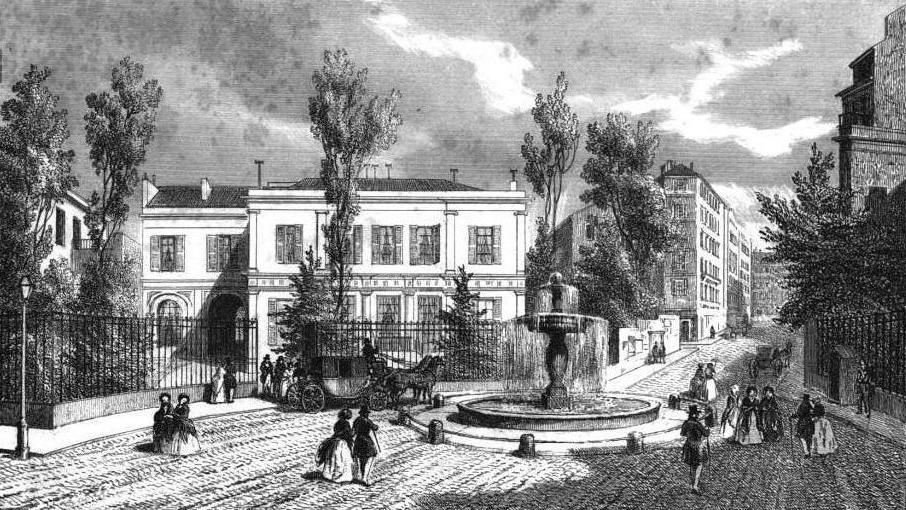
La fondation Dosne-Thiers en 1846 (gravure de Daubigny).

- No 27[3] : fondation Dosne-Thiers. Alexis Dosne possède des terrains dans le quartier. En 1824, il obtient de prolonger la rue Saint-Georges et de lotir et vendre ces terrains en réalisant une intéressante opération immobilière. Sur la place, il fait construire un hôtel que sa femme  vend pour 100 000 F à Adolphe Thiers quand celui-ci épousa sa fille, Élise Dosne.
Le 2 décembre 1851, pendant le coup d'État de Napoléon III, on vient arrêter Adolphe Thiers dans sa chambre[4].
Après le Second Empire, Adolphe Thiers est élu président de la République et réprime la Commune de Paris. Le ministre de la Justice de la Commune de Paris, Eugène Protot, fait détruire l'immeuble le 11 mai 1871, mais Gustave Courbet en sauve les biens. L'immeuble est reconstruit en 1873. Élise Thiers y meurt en 1880. La belle-sœur de Thiers, Félicie Dosne, le lègue avec sa bibliothèque à l'Institut de France en 1905[5]. C'est aujourd'hui la fondation Dosne-Thiers.
- No 28[3] : hôtel de la marquise de Païva, orné d'angelots, de lions, de statues de style néo-gothique et néo-Renaissance (architecte Renaud, 1840). Installée ici en 1851, elle fait construire par la suite un nouveau luxueux hôtel portant son nom sur l'avenue des Champs-Élysées[6].
- Au débouché de la rue Saint-Georges, au no 51 de cette rue : en 1908, abritait le siège de la Société nationale des beaux-arts. De nos jours, théâtre Saint-Georges, inauguré le 8 février 1929, transformé par Charles Siclis[7]. C'est ici que sont tournées en 1980 certaines scènes du film Le Dernier Métro, de François Truffaut.

## Galerie

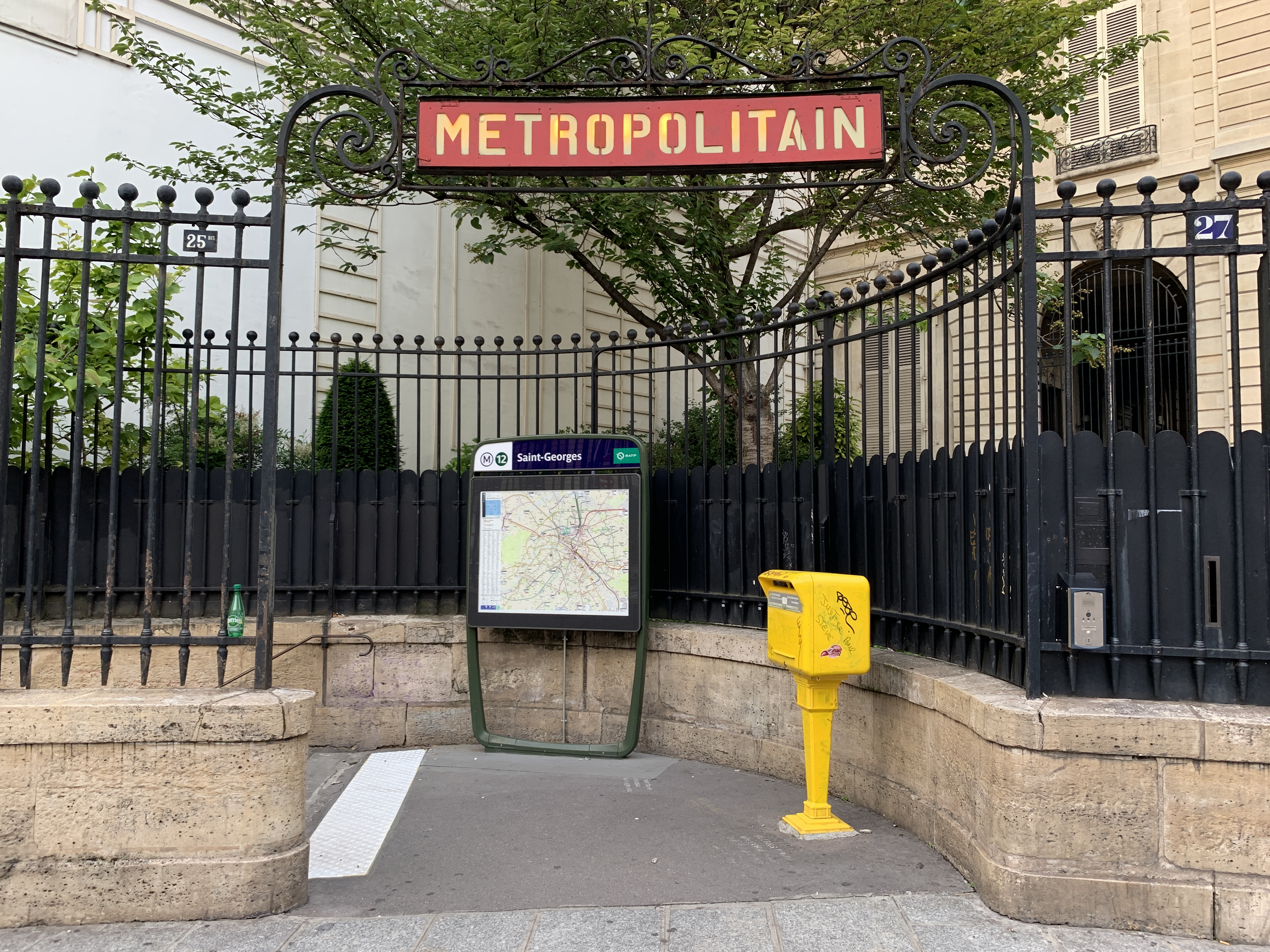
Entrée de la station de métro Saint-Georges.
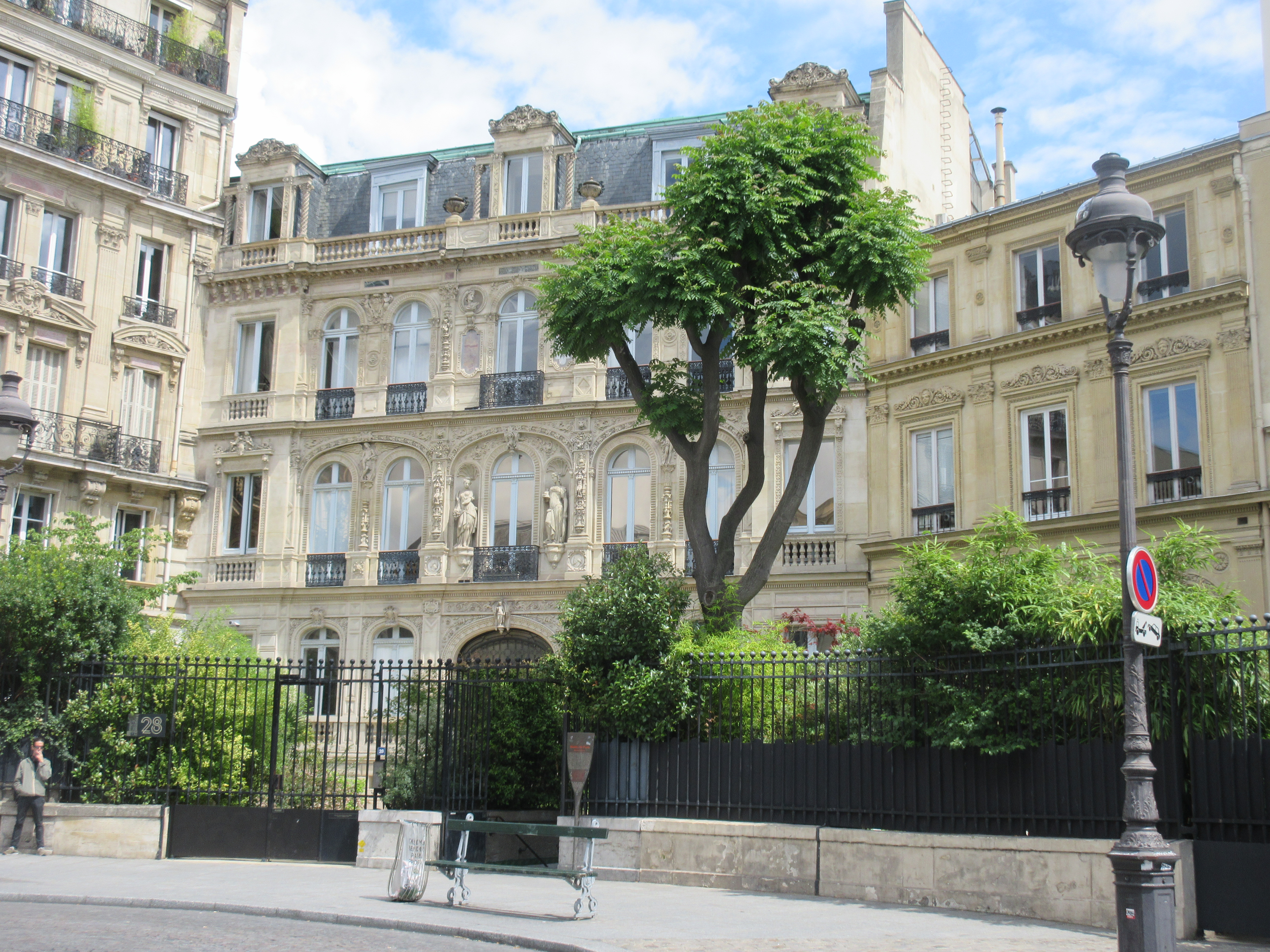
Hôtel de la Païva.
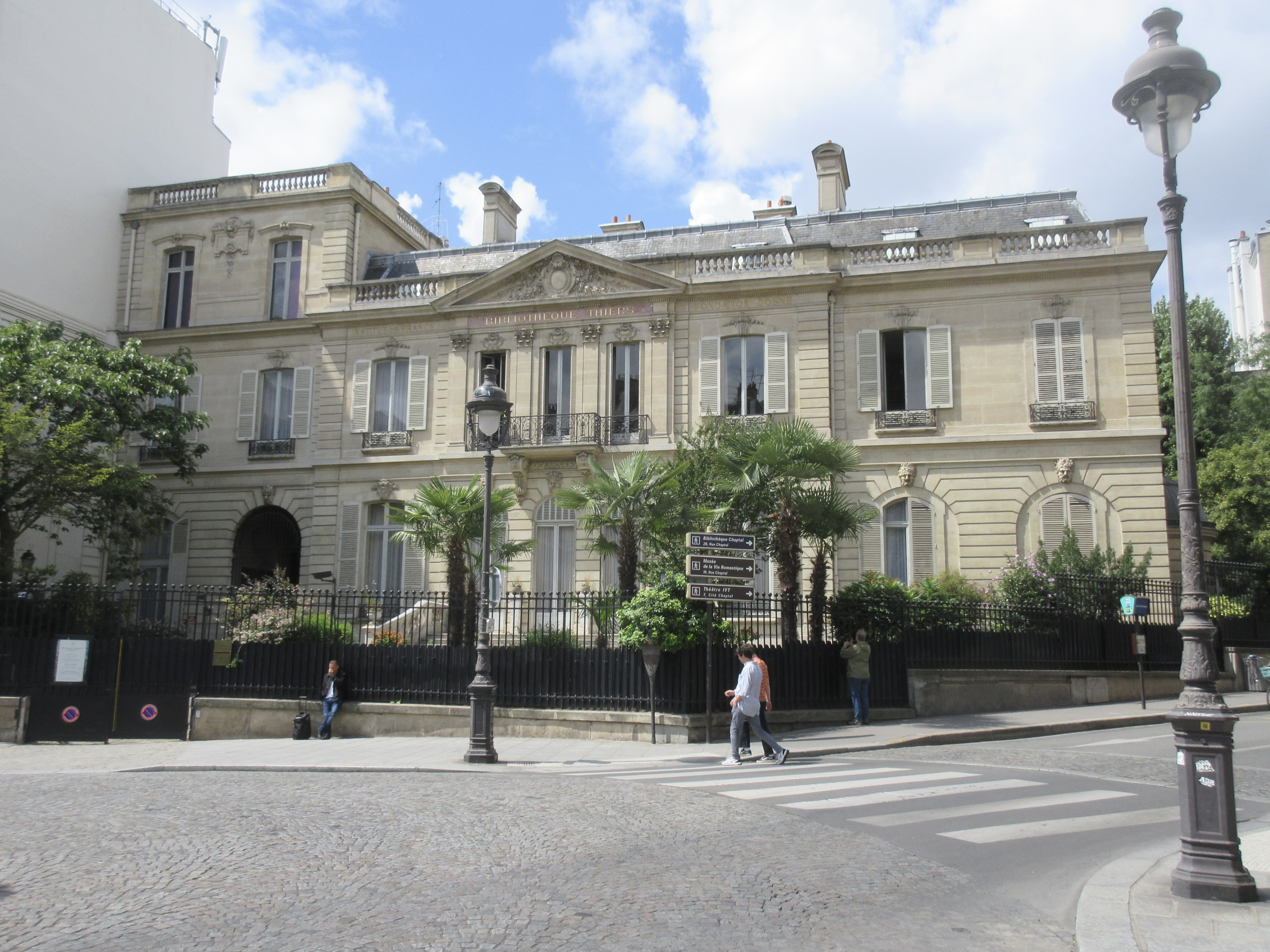
Hôtel Thiers.
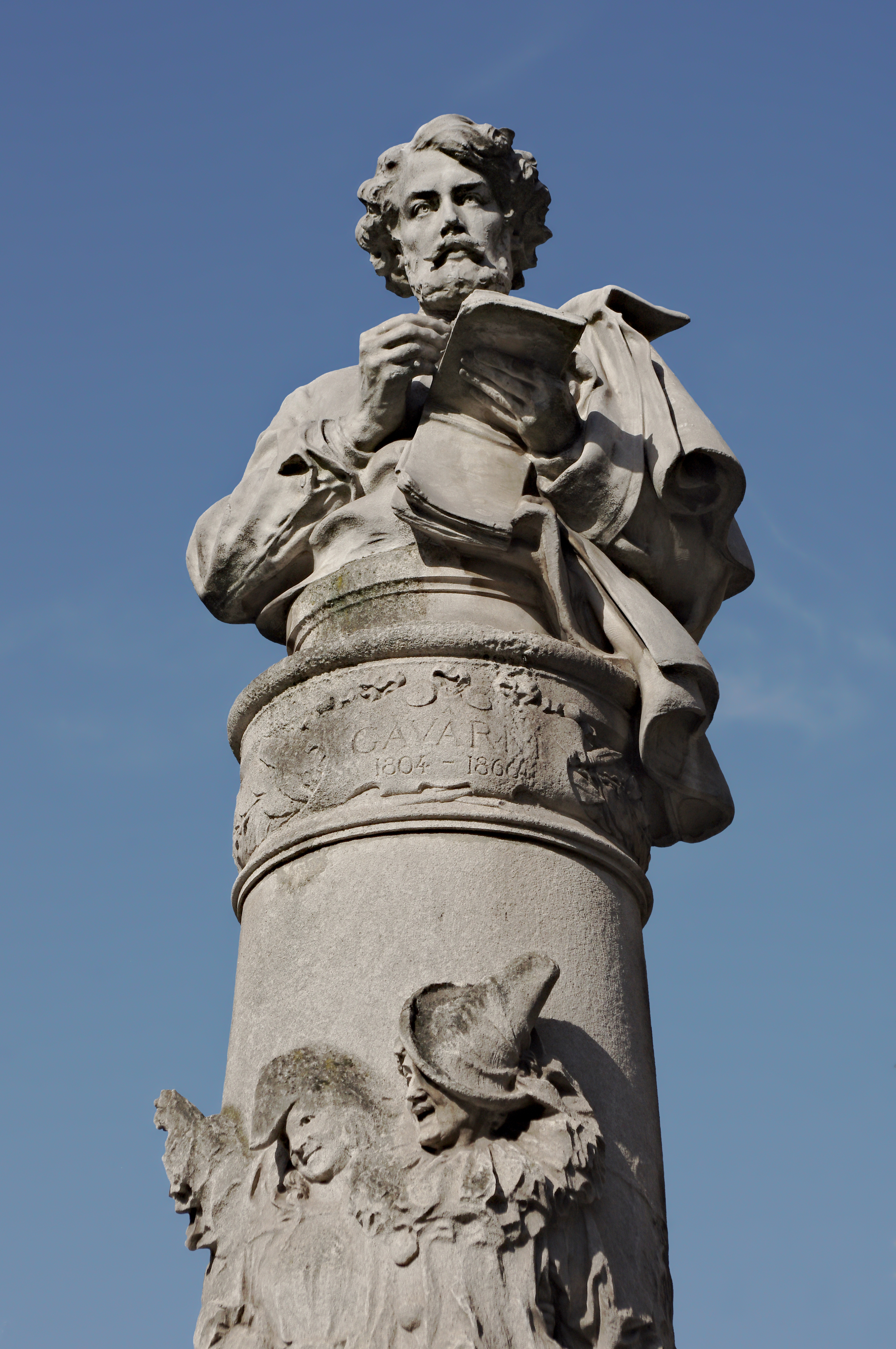
Statue de Gavarni.
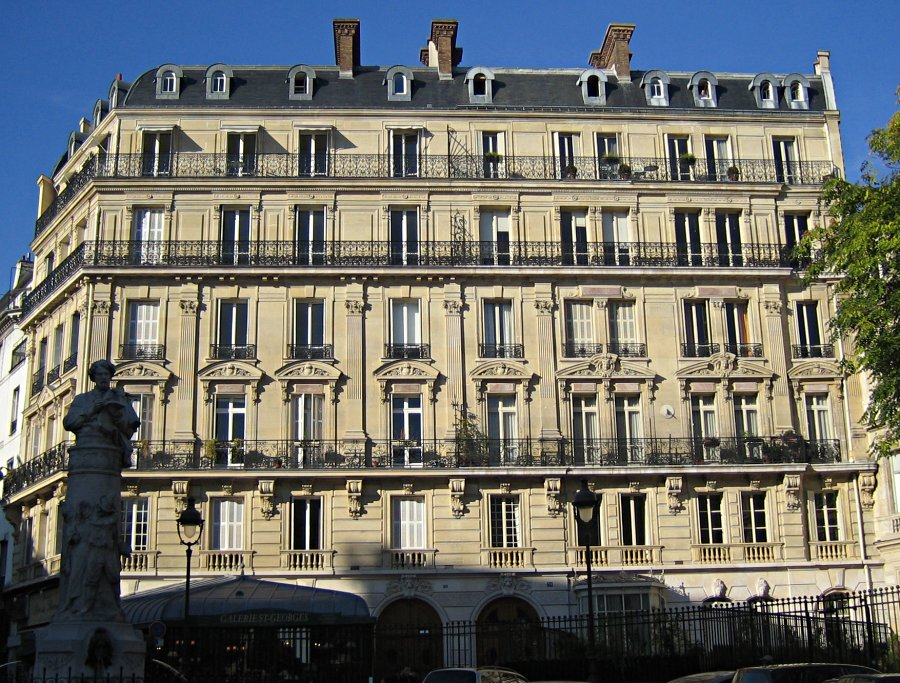
Place Saint Georges en 2005.